# Vojvodinci
Vojvodinci (cyr. Војводинци) – wieś w Serbii, w Wojwodinie, w okręgu południowobanackim, w mieście Vršac. W 2011 roku liczyła 363 mieszkańców.